# أندرو نيكلسون
أندرو نيكلسون (بالإنجليزية: Andrew Nicholson)‏ هو متزلج سريع نيوزيلندي، ولد في 1970 في أوكلاند في نيوزيلندا.

## وصلات خارجية
- أندرو نيكلسون على موقع SpeedSkatingStats.com (الإنجليزية)
- أندرو نيكلسون على موقع اللجنة الأولمبية الدولية (الإنجليزية)
- أندرو نيكلسون على موقع أوليمبيديا (الإنجليزية)
- أندرو نيكلسون على موقع اللجنة الأولمبية النيوزيلندية (الإنجليزية)